# Comuna Nova Buda, Radomîșl
Nova Buda (în ucraineană Новобудська сільська рада) este o comună în raionul Radomîșl, regiunea Jîtomîr, Ucraina, formată din satele Budîlivka, Buhlakî, Nova Buda (reședința) și Novosilka.

## Demografie
Componența lingvistică a comunei Nova Buda
     Ucraineană (95,31%)
     Rusă (4,05%)
     Alte limbi (0,64%)
Conform recensământului din 2001, majoritatea populației comunei Nova Buda era vorbitoare de ucraineană (95,31%), existând în minoritate și vorbitori de rusă (4,05%).